# Coors Field
Il Coors Field è uno stadio di baseball situato a Denver in Colorado. Ospita le partite dei Colorado Rockies di Major League Baseball (MLB).

## Storia
Lo stadio è stato inaugurato il 26 aprile 1995 con una partita dei Rockies contro i New York Mets, che terminò con una vittoria per 11-9 per la squadra di casa.
Lo stadio ha ospitato l'MLB All-Star Game del 1998 e nel 2021. Il Coors Field è apparso nella serie animata South Park e nel film The Fan - Il mito.
I diritti di denominazione appartengono alla Coors Brewing Company.
Un anello di sedie è colorato di porpora per indicare l'altitudine di Denver, cioè 1 miglio s.l.m.